# Ted Maghner
Edward Maghner, dit Ted  Maghner (ou Magner), est un footballeur et entraîneur anglais, né  en 1891 à Newcastle upon Tyne (Angleterre) et décédé en 1948 à Derby (Angleterre).

## Biographie
Il a été joueur de Gainsborough Trinity FC, Everton FC et Saint Mirren FC, avant d'embrasser une carrière d'entraîneur dans les années 1930.
Il se fait sa réputation en France, dirigeant d'abord les joueurs de l'Olympique lillois. Puis en 1937, il rejoint le FC Metz. Son équipe est battue en finale de la Coupe de France en 1938.
Il dirige un temps, en 1939, l'équipe nationale du Danemark. Puis pendant la guerre, il retourne en Angleterre, entraîner Huddersfield Town FC, puis Derby County FC.
Il termine sa carrière de technicien du football, en 1947, de retour au FC Metz.